# 8. (kordunaška) divizija (NOVJ)
8. (kordunaška) divizija je bila partizanska divizija, ki je delovala v sklopu NOV in POJ v Jugoslaviji med drugo svetovno vojno.
Ustanovljena je bila 22. novembra 1942.

## Zgodovina
Divizija je bila ustanovljena 22. novembra 1942 na ukaz Tita; ob ustanovitvi je imela 3.137 borcev.

## Poveljstvo
Poveljniki
- Vladimir Ćetković

Politični komisarji
- Artur Turkulin

## Sestava
November 1942
- 4. kordunaška udarna brigada
- 5. kordunaška udarna brigada
- 6. primorska-goranska udarna brigada